# Звезде Гранда (5. сезона)
Пета сезона музичког такмичења Звезде Гранда одржана је 2010/2011 године. Водитељи ове сезоне су били Љубинка Добросављев и Владимир Станојевић. Као и у претходним сезонама главни жири је био Саша Поповић, а постојао је и гостујући музички жири, као и новинарски жири. Победник је био Стефан Петрушић.

## Такмичари
Финалисти
- Стефан Петрушић из Смедеревске Паланке (прво место)
- Ивана Павковић из Бора
- Милан Митровић из Куле
- Мишел Гвозденовић из Чачка, рођак певача Шабана Шаулића[5]
- Мирјана Мирковић из Ваљева[6]
- Драги Домић из Шапца
- Андрија Марковић из Пожаревца[7]
- Бојана Шаровић из Новог Сада

Остали такмичари који су добили песму
- Петар Митић[8]
- Јелена Вучковић, ћерка певачице Гоце Божиновске[9]
- Мирјана Алексић
- Јелена Гербец

## Након такмичења
Победник је добио студијски албум, а сви финалисти синглове који су објављени на заједничком цд-у.
Списак нових песама:
1. Макадам - Стефан Петрушић
2. Најбоља ил најгора - Ивана Павковић
3. Амнезија - Милан Митровић
4. Зашто ме не погледаш - Мирјана Мирковић
5. Зоро моја - Мишел Гвозденовић
6. Одлазим - Бојана Шаровић
7. Сунце моје - Драги Домић
8. Опа опа - Мирјана Алексић
9. Мала - Андрија Марковић
10. Хероји никад не умиру - Јелена Вучковић
11. Још увек се трудим - Петар Митић
12. Двапут јача - Јелена Гербец
13. Љубав је слепа - мушки такмичари (обрада песме Нина Решића)
14. Моје другарице - групна песма такмичарки

Доста песама на овом албуму компоновао је и написао Пеђа Меденица.